# Oopsis nutator
Oopsis nutator är en skalbaggsart som först beskrevs av Fabricius 1787.  Oopsis nutator ingår i släktet Oopsis och familjen långhorningar.
Artens utbredningsområde är:
- Fiji.
- Samoa.
- Vanuatu.

Inga underarter finns listade i Catalogue of Life.